# Montejo de la Sierra
Montejo de la Sierra település Spanyolországban, Madrid tartományban. Montejo de la Sierra Horcajuelo de la Sierra, Somosierra, El Cardoso de la Sierra, La Hiruela és Prádena del Rincón községekkel határos. Lakosainak száma 374 fő (2024).

## Népesség
A település népessége az utóbbi években az alábbiak szerint változott:
| Lakosok száma | 318  | 319  | 330  | 354  | 354  | 363  | 356  | 353  | 372  | 374  |
|               | 2001 | 2004 | 2007 | 2009 | 2012 | 2014 | 2017 | 2019 | 2022 | 2024 |